# Target (sistema di pagamenti europeo)
Il Target (Trans-European Automated Real-Time Gross Settlement Express Transfer) è stato un sistema che ha regolamentato le transazioni in euro, di rilevante importo, fra gli intermediari finanziari e creditizi trans europei con l'introduzione della moneta unica, il 4 gennaio 1999, fino all'entrata in vigore del Target 2. Nello statuto dell'Eurosistema figurava l'obiettivo di regolare ed agevolare il funzionamento del sistema dei pagamenti interbancari.

## Funzionamento
Target era un sistema di regolamento lordo (gross settlement), ovvero di liquidazione in tempo reale delle transazioni fra gli intermediari aderenti al sistema. Si contrapponeva ai sistemi di regolamento netto (net settlement), per i quali vi è una periodica compensazione delle posizioni debitorie/creditorie generatesi fra gli intermediari, tramite la liquidazione del saldo netto.
I sistemi di regolamento lordo (RTGS, Real Time Gross Settlement) rappresentano una configurazione più solida fra i vari sistemi di pagamento, poiché, se nei sistemi net settlement, al crescere dell'ampiezza temporale fra le periodiche scadenze di compensazione, corrisponde un incremento del livello di rischio di liquidità e di credito, dovuto al pericolo di potenziali inadempienze, nell'ambito del gross settlement l'intervallo temporale tende a zero e con esso la quasi totalità dei rischi insiti nella transazione. Ulteriore garanzia è quella per cui il sistema, gestito da un soggetto terzo, istituto di compensazione e regolamento - nel caso di Target l'insieme delle banche centrali nazionali dell'Eurosistema e la BCE -, rende esecutivo ciascun pagamento soltanto se supportato da adeguata copertura.
Target risulta dall'unione dei sistemi RTGS nazionali dei paesi dell'Eurosistema (per l'Italia il sistema Bi-rel) e del EPM (European Central Bank Payment Mechanism). La sua realizzazione era finalizzata, oltre che al fluido esercizio del sistema dei pagamenti, anche all'implementazione delle politiche monetarie e al disegno di integrazione e armonizzazione dei mercati monetari del Sistema europeo di banche centrali (SEBC).
Al fine di consentire l'avvio di Target sin dal primo giorno dell'Unione Monetaria Europea, Tartìget è stato progettato su un principio di armonizzazione minima. In pratica, Target altro non era che un insieme di sistemi di regolamento lordo nazionali (ad esempio, per l'Italia, il sistema Bi-rel, acronimo per Banca d'Italia - regolamento lordo) collegati tra loro da un sistema denominato Interlinking. Ogni sistema nazionale continuava ad avere le proprie regole. Target si presentava armonizzata sotto tre aspetti: la concessioni da parte delle banche centrali di scoperti infragiornalieri gratuiti e illimitati adeguatamente garantiti; l'orario di funzionamento; l'uniformità degli schemi tariffari relativamente ai pagamenti transfrontalieri.

## Target 2
Target dopo aver funzionato per circa dieci anni, tra il 2007 e il 2008 è stato sostituito dalla seconda generazione di Target, il Target 2 (T2). Mentre il Target proponeva alcuni limiti, il più importante dei quali era rappresentato dalla scarsa flessibilità nel consentire l'accesso alle piazze finanziarie dei paesi che aderivano all'Unione, il T2 si caratterizza innanzitutto su un principio di armonizzazione massima Inoltre, esso è incentrato non su una pluralità di sistemi collegati tra loro ma da una singola piattaforma tecnologica, la SSP (Single Shared Platform). T2, inoltre, fornisce altri servizi richiesti dal mercato e si presenta inoltre enormemente più efficiente sotto il profilo dei costi.
Dal novembre 2021, l'accesso a Target 2 avverrà mediante l'interfaccia ESMIG.